# Edge city
Edge city é um conceito criado pelo jornalista e escritor estadunidense Joel Garreau.
Em seu livro, Edge City - Life on the New Frontier de 1991, o autor diz que Edge City é uma solução urbanística dos tempos modernos. As Edge Cities ocupam áreas gigantescas, do tamanho de cidades de médio porte e têm, inclusive, a mesma função de uma cidade, com residências, comércio, prédios de escritório e serviços.
O que elas têm em comum é que ficam no entorno das grandes metrópoles. São terrenos de 500.000 metros quadrados ocupados por prédios de escritórios para profissionais liberais, mais 60.000 metros quadrados tomados por shopping centers e lojas de conveniência onde 20 ou 30 anos atrás havia apenas pastos ou pequenas residências suburbanas.

## Exemplos de Edge City
- Garden City, Nova York
- Irvine, Califórnia
- Hoboken, Nova Jersey
- Bellevue, Washington
- Alphaville, São Paulo
- Jardins do Parque, Taubaté